# Euprionocera
Euprionocera is een geslacht van vlinders van de familie sikkelmotten (Oecophoridae), uit de onderfamilie Oecophorinae.

## Soorten
- E. geminipuncta Turner, 1896
- E. hypertricha Turner, 1927